# Veronica Cochela

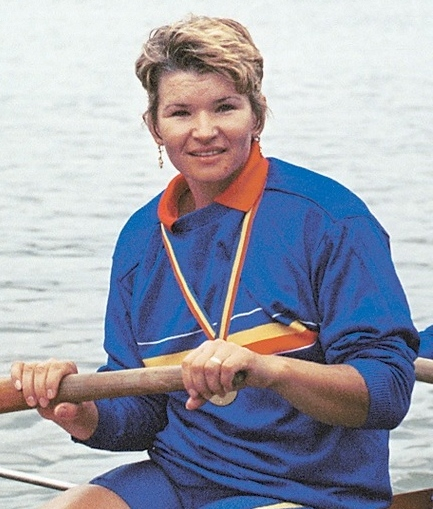
Veronica Cochela

Veronica Cochela (* 15. November 1965 in Iași als Veronica Cogeanu) ist eine ehemalige rumänische Ruderin. Mit zwei olympischen Goldmedaillen, drei Silbermedaillen und einer Bronzemedaille gehört sie zu den erfolgreichsten Ruderinnen.
Bei den Ruder-Weltmeisterschaften 1986 gewann sie unter ihrem Geburtsnamen Cogeanu zusammen mit Elisabeta Lipă Silber im Doppelzweier hinter Sylvia Schwabe und Martina Schröter aus der DDR. Bei den Olympischen Spielen 1988 gewannen Cogeanu und Lipă erneut Silber hinter Birgit Peter und Martina Schröter. Cogeanu und Lipă saßen auch im rumänischen Doppelvierer und gewannen dort Bronze.
Nach ihrer Heirat trat sie bei den Ruder-Weltmeisterschaften 1989 als Veronica Cochela an. Zusammen mit Lipă gewann sie Silber hinter Beate Schramm und Jana Sorgers. 1990 ruderte Cochela bei den Weltmeisterschaften im Achter und wurde Weltmeisterin, 1991 gewann sie Bronze. Für die Olympischen Spiele 1992 kehrte Cochela zu den Skullbooten zurück. Mit Elisabeta Lipă gewann sie Silber hinter Kerstin Köppen und Kathrin Boron; während Lipă Gold im Einer gewann, erhielt Cochela im Doppelvierer zusammen mit Constanța Pipotă, Doina Ignat und Anișoara Bălan-Dobre Silber hinter dem deutschen Boot.
1993 stieg sie zusammen mit Pipota und Ignat in den Achter um. Auf den Weltmeistertitel 1993 folgten Bronze 1994 und Silber 1995. Es folgten für den rumänischen Achter goldene Jahre mit dem Olympiasieg 1996 in Atlanta und den Weltmeistertiteln 1997 und 1998. 2000 gewann Cochela bei ihren vierten Olympischen Spielen ihre zweite Goldmedaille.